# تانانگر
تانانگر (به نروژی: Tananger) یک روستا در نروژ است که در سولا واقع شده‌است. تانانگر ۴٫۴۶ کیلومتر مربع مساحت و ۶٬۳۷۷ نفر جمعیت دارد و ۱۹ متر بالاتر از سطح دریا واقع شده‌است.